# 小野川湖
小野川湖（おのがわこ）は、福島県耶麻郡北塩原村にある湖。桧原湖及び秋元湖とともに裏磐梯三湖の一つ。磐梯朝日国立公園に属する。

## 概要
東西3.5kmで面積1.72km2の大きさを有する。1888年（明治21年）の磐梯山噴火のとき、山体崩壊によって発生した土石流により、小野川、長瀬川などをせき止めて湖が誕生した。湖には無人島が数カ所ある。現在、夏は釣りやカヌー、冬はワカサギ氷上釣りの名所になっている。なお、吾妻山中の百貫清水から小野川不動滝を経由して小野川湖に流れ込む水流（小野川湧水）は名水百選に選ばれている。

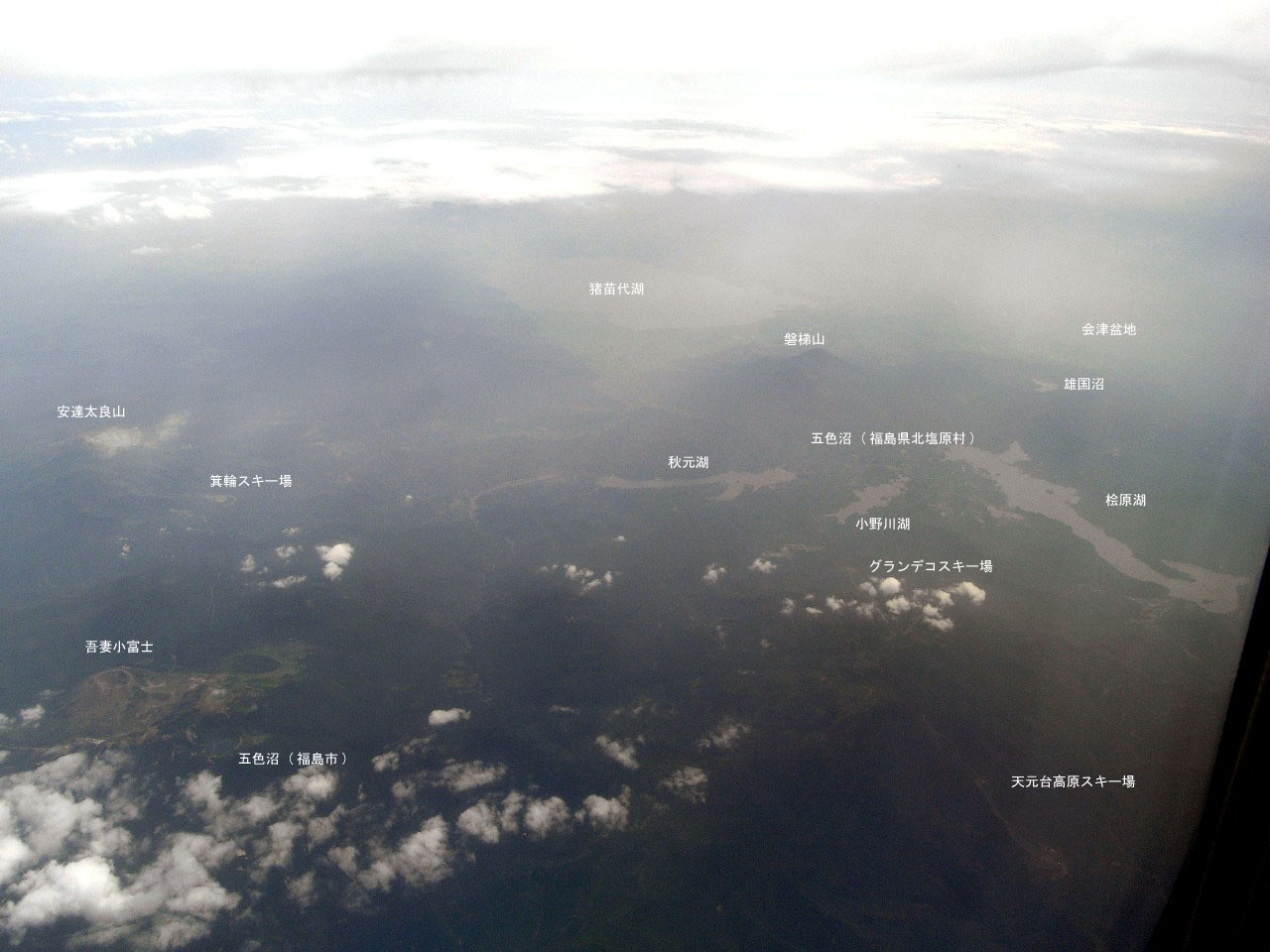
三湖の一つ小野川湖。他に吾妻小富士、猪苗代湖等を望む 2007年8月26日撮影
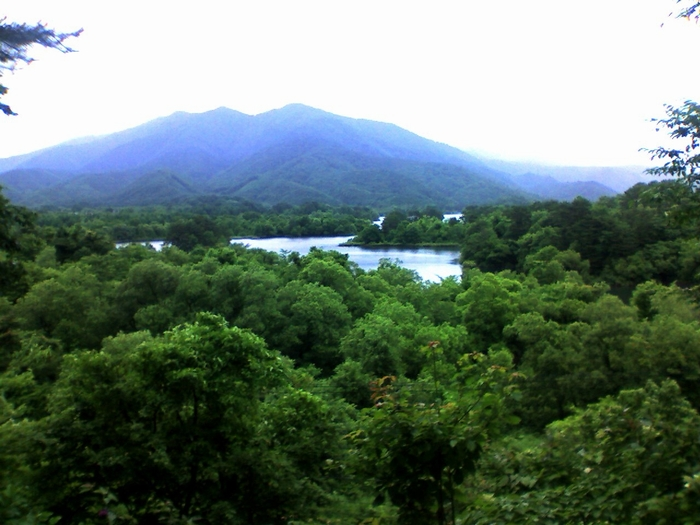
裏磐梯三湖の一つ小野川湖
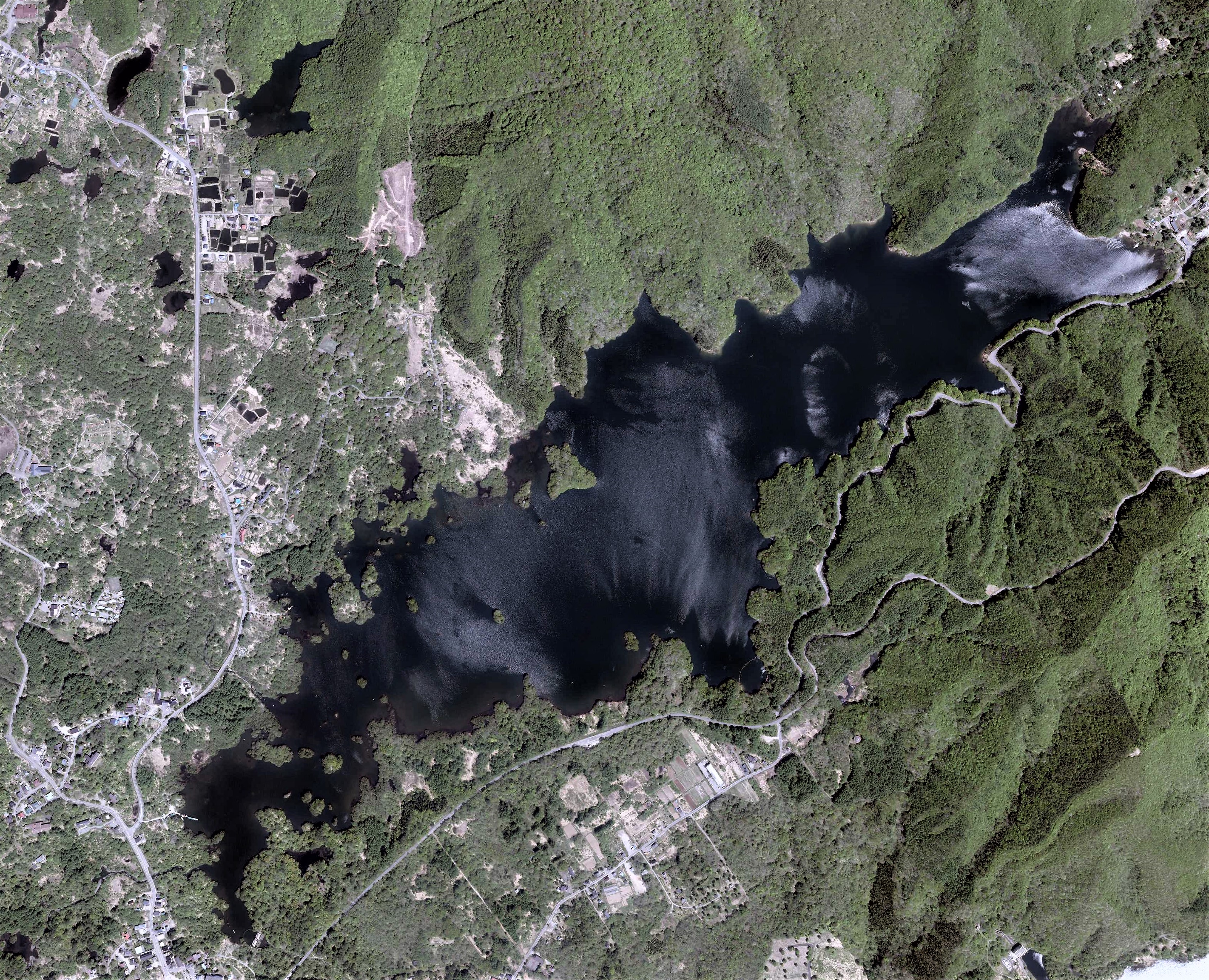
小野川湖周辺の空中写真。国土交通省 国土地理院 地図・空中写真閲覧サービスの空中写真を基に作成。2016年10月撮影